# Esposizione internazionale di marina e igiene marinara - Mostra coloniale italiana
L'Esposizione internazionale di marina e igiene marinara - Mostra coloniale italiana si tenne a Genova tra maggio e novembre del 1914.
L'intento dell'esposizione, inaugurata alla vigilia della prima guerra mondiale, in un periodo storico in cui le principali potenze europee erano coinvolte nell'espansione coloniale in diverse parti del mondo, aveva lo scopo di mostrare gli sviluppi nei settori dell'igiene e dei commerci marittimi, ma fu soprattutto l'occasione di celebrare le conquiste coloniali dell'Italia.

## Allestimento
Inizialmente pensata come una mostra focalizzata solo sul tema dell'igiene, finì per concentrare l'attenzione sul colonialismo, proponendo di dare al pubblico informazioni sullo stato delle colonie italiane e sulle opportunità commerciali ad esse legate.
L'evento riscosse un buon successo di pubblico, anche se con lo scoppio della prima guerra mondiale, quasi contemporaneo al suo svolgimento, l'afflusso dei visitatori fosse stato inferiore alle attese degli organzzatori.
L'inaugurazione avvenne il 23 maggio 1914 alla presenza del re Vittorio Emanuele III e della regina Elena del Montenegro, arrivati alla stazione Brignole accolti dalle autorità e da centomila persone.
La realizzazione fu curata dall'architetto Gino Coppedè che ebbe l'incarico di architetto capo, progettando il piano generale e la maggior parte dei padiglioni espositivi, che furono realizzati nella grande spianata antistante la stazione Brignole, compresa tra via Fiume e il torrente Bisagno, normalmente adibita a piazza d'armi per le esercitazioni militari.

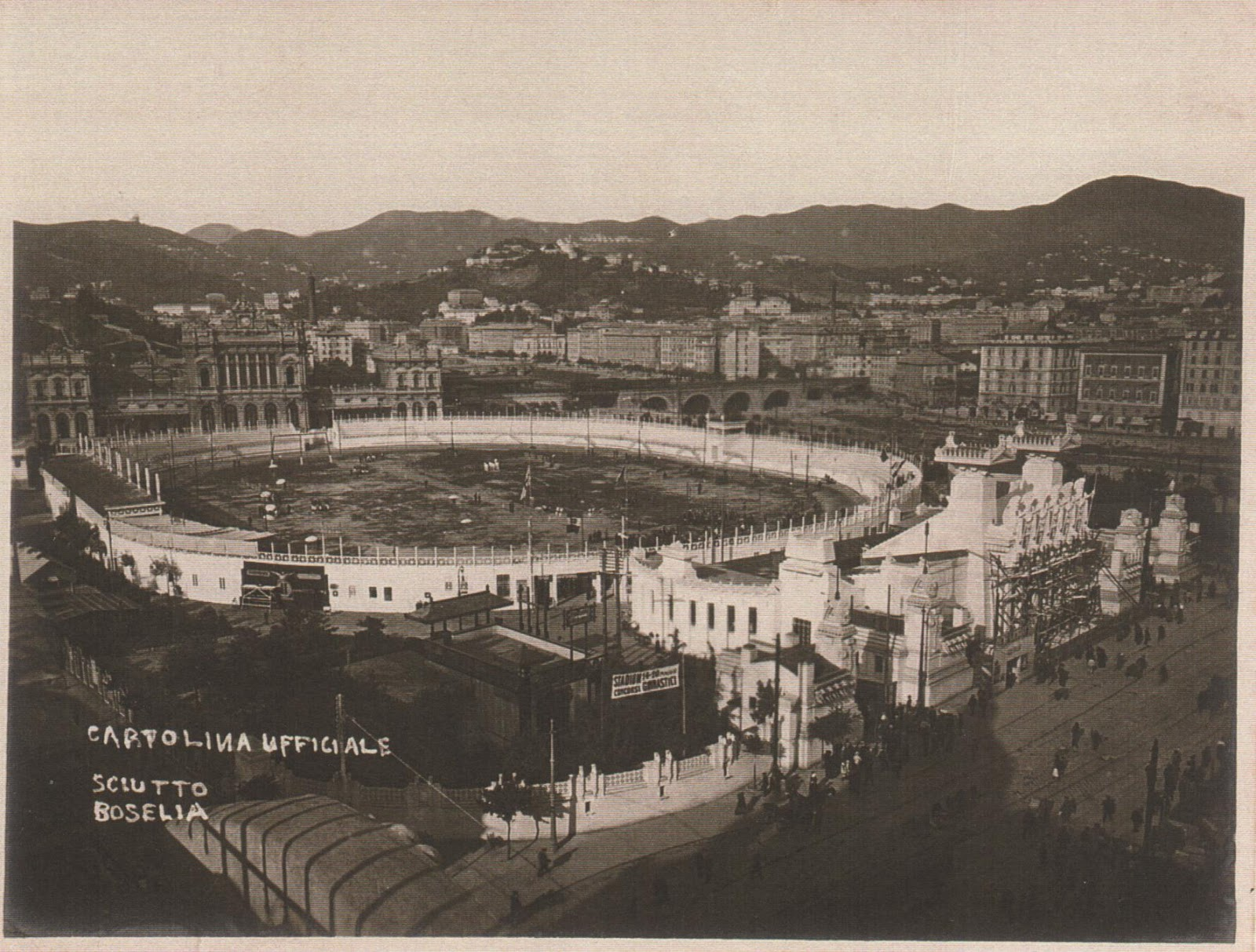
Lo Stadium

Questa ampia area, fino a pochi decenni prima occupata dalle fortificazioni dette Fronti Basse ed in cui si era già tenuta la precedente Esposizione italo-americana del 1892, era stata acquistata dal comune di Genova nel 1883, per raccordare la città storica con i nuovi quartieri di levante, demolendo le fortificazioni ormai obsolete.
Diversi architetti dell'epoca, quali Paolo Fossati ed Enzo Bifoli, furono coinvolti nel progetto, ma su tutti spiccava il nome di Gino Coppedè, che grazie alla sua creatività realizzò i padiglioni espositivi caratterizzati da raffinate architetture orientaleggianti basate su un crogiolo di stili diversi.
L'esposizione occupava uno spazio di oltre settantamila metri quadrati e si articolava in due zone: lo Stadium, costruito nella zona degli attuali giardini antistanti la stazione di Genova Brignole, destinato ad eventi sportivi e ludici, e l'area espositiva vera e propria, articolata su più padiglioni, ubicata in piazza di Francia (poi rinominata, dopo la prima guerra mondiale, piazza della Vittoria),
L'elemento più significativo era la zona di ingresso all'area espositiva, con un grande teatro in stile assiro-babilonese, caratterizzato da grandi cupole.

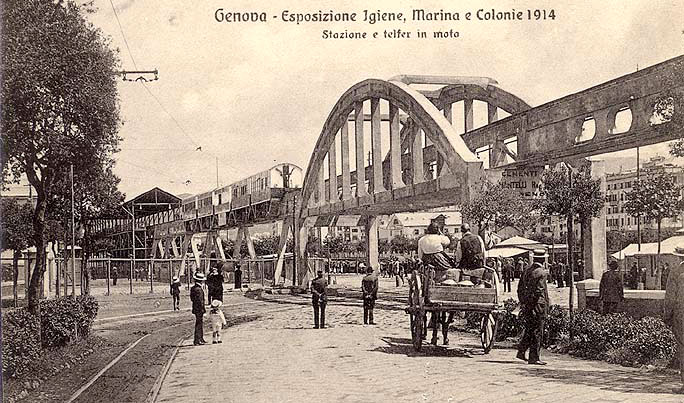
Cartolina raffigurante la stazione della Telfer di piazza di Francia

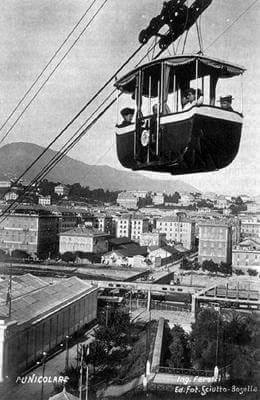
La Funivia delle Mura del Prato

Lo Stadium, anch'esso opera di Coppedé, realizzato in stile liberty, aveva una capienza di ventimila posti e sopravvisse, sia pur di poco, alla stessa esposizione. Vi si tennero anche due incontri di Prima Categoria (il massimo campionato di calcio dell'epoca), con il Genoa vittorioso contro l'Alessandria il 29 novembre 1914 e in un derby con il AC Ligure il 6 dicembre 1914.
Attraverso i padiglioni dedicati all'igiene marinara e alla marina mercantile si giungeva a quello dedicato alla marina militare, che ospitava gli stand delle maggiori imprese del settore bellico e comprendeva la ricostruzione di un arsenale navale del Cinquecento e una riproduzione della corazzata Giulio Cesare.
Seguiva la mostra coloniale, con la ricostruzione di una cittadella medievale, in omaggio alla storia delle repubbliche marinare e una copia della torre di Galata, tuttora esistente a Istanbul, costruita dai genovesi nel XIV secolo.
La mostra dedicata alle colonie riguardava la Libia, l'Eritrea e la Somalia; venivano mostrate le caratteristiche culturali e sociali delle popolazioni coloniali, sottolineando, secondo la mentalità del tempo, l'opera di incivilimento svolta dall'Italia, ed evidenziando le potenzialità economiche e commerciali dei territori coloniali italiani in Africa. In questa mostra, a differenza delle altre, gli indigeni furono sostituiti da manichini raffiguranti le diverse etnie coloniali.
Accanto a oggetti d'arte, manufatti e prodotti delle colonie fu esposto anche un cannone turco sottratto ai turchi nella battaglia di Ain Zara in Tripolitania del 4 dicembre 1911 durante la guerra italo-turca.

## Attrazioni
- Telfer. Piazza di Francia fu collegata per l'occasione col porto, e più precisamente con il molo Giano, dalla Telfer. Era un progetto innovativo per l'epoca: una ferrovia elettrica monorotaia sospesa su piloni in cemento armato che dal molo Giano, all'interno del porto, arriva fino alla foce del Bisagno e al ponte Bezzecca, percorrendo in sei minuti un percorso di 2,2 km.[2][9]
- Funivia panoramica. Una funivia panoramica[10], nella zona ora occupata dalla scalinata delle Caravelle, collegava piazza di Francia con la sommità del bastione del Prato, un'area antistante l'ospedale Galliera, punto panoramico che consentiva la vista dall'alto dell'intera area espositiva.[2]